# Linda Demais
"Linda Demais" é uma canção gravada pelo grupo carioca Roupa Nova em seu disco Roupa Nova (1985). A composição de Kiko e Tavinho Paes é uma das músicas mais bem sucedidas do grupo. O cantor sertanejo Eduardo Costa gravou uma versão e a lançou como único single de seu álbum No Boteco, ambos em 2005.
Em 2017, a canção foi incluída na trilha sonora do filme Bingo - O Rei das Manhãs, do diretor Daniel Rezende, estrelado por Vladimir Brichta.